# Gravicalymene
Gravicalymene – rodzaj stawonogów z wymarłej gromady trylobitów, z rzędu Phacopida. Żył w okresie ordowiku, syluru i dewonu.
Gatunki:
- Gravicalymene arcuata
- Gravicalymene celebra
- Gravicalymene magnotuberculata